# Umberto Cagni

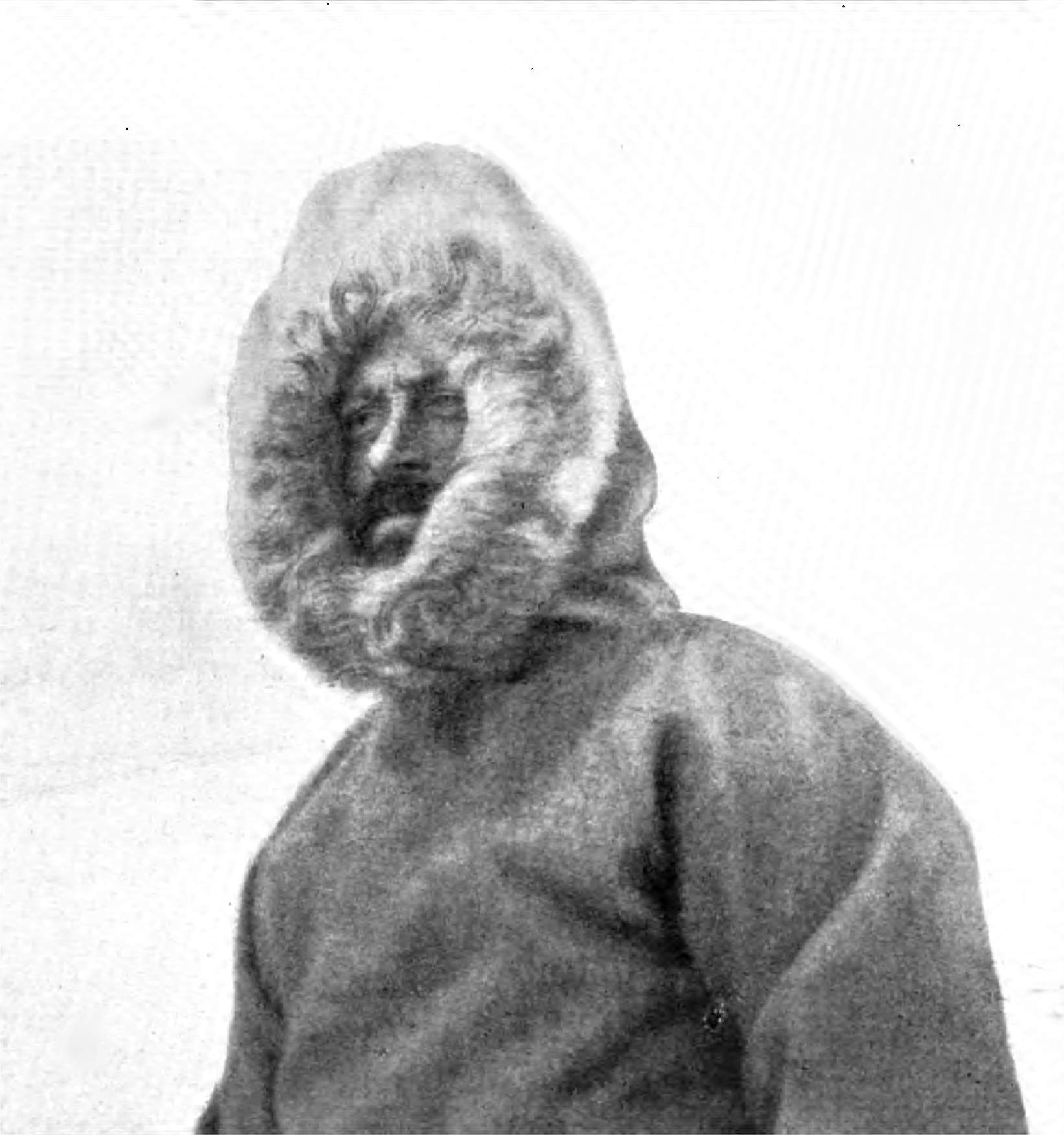
Umberto Cagni

Umberto Cagni (Asti, 24 de fevereiro de 1863 - Génova, 22 de abril de 1932) foi um almirante e explorador polar da Marinha Real Italiana, célebre por ter liderado uma expedição que tinha por fim alcançar o Polo Norte avançando para norte sobre a superfície do oceano Ártico em 1900, em trenós puxados por cães. Embora o propósito de chegar ao Polo Norte não tenha sido conseguido, no dia 25 de abril de 1900 Cagni e os seus homens alcançaram o ponto mais setentrional atingido até esse momento, à latitude 86°34'N.

## Vida e carreira

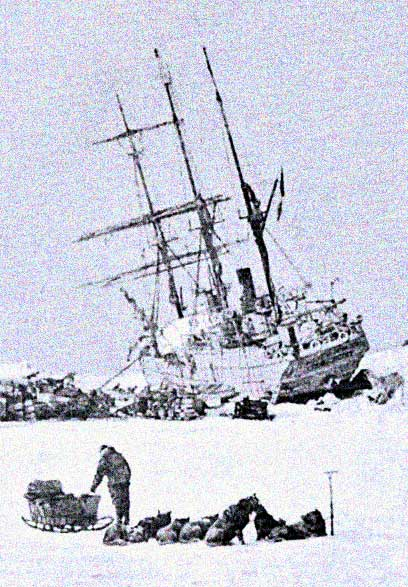
O navio da expedição de Cagni, o Stella Polare

Cagni nasceu no Reino de Itália, que tinha sido proclamado apenas dois anos antes, durante o Risorgimento. O seu pai, um general piemontês, tinha laços de parentesco que levaram o jovem Cagni a aceitar entrar na marinha italiana como futuro oficial. Era alferes em 1881.
Cagni fez carreira no serviço tanto em termos de patente como de contactos pessoais. Em 1899, era já capitão na Regia Marina e colaborador próximo do príncipe Luigi Amadeo de Saboia, um duque italiano e sobrinho do rei Umberto I da Itália, aventureiro e  muito experimentado montanhista. Luigi Amadeo organizou um grupo com o objetivo de alcançar o Polo Norte.
Na primavera chegaram a Christiania, a capital da Noruega (hoje em dia chama-se Oslo), com 10 companheiros. O duque adquiriu o Jason, um baleeiro de vapor de 570 toneladas. Renomeado como Stella Polare (Estrella Polar), o navio empreendeu a expedição através do mar congelado. Em 12 de junho o grupo dirigiu-se para o porto russo de Arkhangelsk no mar Branco.
Em 30 de junho, o Stella Polare ancorou no porto de Arkhangelsk e o duque foi recebido solenemente pelo governador Engelhardt. Em 12 de julho navegaram para norte, com vinte homens na expedição, noruegueses e italianos, entre eles o capitão Cagni, o tenente F. Querini e o doutor A. Cavalli Molinelli. Tinham previsto ir até à Terra de Francisco José, no deserto ártico, a estabelecer um acampamento onde se alojar e, depois, chegar ao Polo Norte em trenós puxados por cães através do mar congelado.
Fixado o acampamento de inverno na ilha chamada "Ilha Rudolfo" ou "Terra do Príncipe Rudolfo", o Stella Polare ficou apresado pelo gelo. A expedição sofreu a noite ártica e o duque foi vítima de congelamento, tendo o médico de lhe amputar dois dedos. Estando o comandante mutilado, deixou de estar apto para liderar a expedição polar. Luigi Amedeo delegou então o comando em Cagni, que partiu nos trenós para norte em 11 de março. Os cães carregavam alimentos e outros bens para uma marcha de três meses.
Depois de grandes dificuldades, incluindo a morte de três homens do grupo de apoio, os quatro homens do grupo de Cagni começaram a dar-se conta de que o Polo Norte estava fora do seu alcance. A única opção que lhes restava era chegar tanto a norte quanto pudessem, fixar uma bandeira, e regressar apenas com a comida suficiente para se manterem com vida na caminhada de volta ao acampamento-base. Conseguiram-no, e a bandeira foi colocada no dia 25 de abril aos 86°34'N, num ponto 35 km mais a norte que os 86°14'N, a marca conseguida em 1895 por Nansen e Johansen. Este foi assim um novo Farthest North.
Após este feito, Cagni e os seus três companheiros enfrentaram uma corrida para salvar a vida. Libertaram-se de quase toda a carga restante e conservaram uma só tenda, onde descansavam quase famintos, até terem conseguido regressar em 23 de junho, doze dias depois da data limite de sobrevivência projetada. Em 16 de agosto o Stella Polare partiu da Terra do Príncipe Rudolfo rumo ao sul, e a expedição regressou à Noruega. Durante a expedição de Cagni, os outros membros reconheceram e exploraram a costa norte da ilha de Rudolfo e outras duas ilhas mais foram também cartografadas.
Os exploradores regressaram a Itália em triunfo, e Cagni foi elogiado pelas principais figuras da época, como Gabriele D'Annunzio.
Cagni voltou ao serviço naval. Participou na conquista colonial da Líbia em 1911-1912, serviu na Primeira Guerra Mundial e retirou-se em 1923 como almirante. Foi nomeado para o Senado italiano e viveu nove anos em retiro até à sua morte. Está enterrado na sua cidade natal, Asti, onde a sua memória se celebra até hoje.

## Reconhecimentos
Em 2005, um monte submarino de 3500 metros de desnível localizado no fundo do oceano Ártico foi nomeado como "monte submarino Umberto Cagni" ["Umberto Cagni Seamount"] em reconhecimento à sua valentia e à sua liderança no gelo.